# Móvil (derecho)
Un móvil, en materia de derecho, especialmente en derecho penal, es el motivo que mueve a una persona a inducir cierta acción. Un móvil no implica un elemento criminal en sí mismo, sin embargo el sistema legal típicamente permite a los móviles ser probados para hacer plausibles las razones de los acusados para cometer un crimen, al menos cuando los móviles son confusos o difíciles de identificar. No obstante, no se requieren móviles para alcanzar veredictos. Los móviles también se usan en otros aspectos de un caso específico, por ejemplo durante la investigación inicial de la policía.
La ley distingue técnicamente móvil de intención criminal. Esta intención en derecho penal es sinónimo de mens rea («mente criminal», literal), lo cual implica que el estado mental demuestra responsabilidad, que la ley sí establece como elemento criminal. En cambio, los móviles describen los antecedentes del acusado y su situación en la vida que suponen haber inducido el crimen. A menudo se dividen en tres categorías: biológicos, sociales y personales.

## Objeciones
Hay dos objeciones al móvil al considerar un castigo. Una es la de objeción de conciencia, que argumenta que la persona no pudo manejar sus motivos y por eso no puede ser castigado por ellos. La segunda es la objeción de neutralidad, basada en la idea de que la sociedad tiene opiniones políticas contrapuestas y por tanto deberían limitarse la preferencia de un gobierno.

## Pertinencia
Según su responsabilidad penal hay cuatro tipos de móviles:
- el plenamente inculpatorio que inculpa a un acusado de haber cometido un delito,
- el plenamente exculpatorio que exculpa a un acusado de haber cometido un delito,
- el parcialmente inculpatorio que establece el tipo de infracción de la que es responsable el acusado y
- el parcialmente exculpatorio que provee de defensa inadecuada para un acusado sobre un delito.